# 梁碧芝 (演員)
梁碧芝（英語：Maggie Leung Pik Chi，1974年—），香港亞洲電視前女藝員。祖籍廣東省清遠市. 1990年參加亞視“香港美少女大賽”。落選之後成為亞視藝人，並開始演出劇集，主要演出類似丫鬟、妹妹等綠葉角色。也曾擔任兒童節目及六合彩主持。2001年左右離開亞視。退出影視圈后，曾任職兒童話劇團導師。梁碧芝丈夫朱永恒為香港金牌經理人朱永龍的胞弟，也是一位藝人。

## 演出劇集

### 亞洲電視
- 1990年：《Q表姐》饰 艳娜同学
- 1992年：《點解阿Sir係隻鬼》
- 1993年：《點解阿Sir係隻鬼II》
- 1993年：《碧血青天楊家將》飾 春花
- 1993年：《皇家警察實錄》
- 1994年：《中國教父II再起風雲》饰 曼同学
- 1994年：《戲王之王》
- 1994年：《少林义士洪熙官》饰 洪府婢女
- 1994年：《凤凰传说》饰 娱乐版记者
- 1994年：《郎心如鐵》（又名《失落真心》）
- 1995年：《九王奪位》飾 年翠玉
- 1995年：《九品芝麻官》饰 小环
- 1995年：《新包青天·殉情记》饰 秋桐
- 1995年：《新包青天·铁丘坟》饰 小红
- 1995年：《新包青天·仇之剑》饰 小碧
- 1995年：《精武门》饰 舞女
- 1995年：《飄零燕》
- 1996年：《我和春天有个约会》饰 天文台
- 1996年：《再见艳阳天》饰 阿香
- 1996年：《僵尸道长II之灯蛾扑火》饰 余青青
- 1996年：《坊間傳奇之花蕊夫人》
- 1996年：《真相·魔鬼之女》饰 Mandy
- 1997年：《天长地久》饰 鸣凤
- 1998年：《流氓·律师》饰 唐森女友
- 1999年：《非常女警》
- 1999年：《我和殭屍有個約會》飾 碧加
- 2000年：《曲終情未了》饰 张月明
- 2000年：《電視風雲》饰 苏金玲

## 主持節目（亞洲電視）
- 《Teen Teen 一百Fun》
- 《精靈一族》
- 《六合彩》